# Черноголовый виреон
Черноголовый виреон (лат. Vireo atricapilla) — вид воробьинообразных птиц из семейства виреоновых. Обитают в США и Мексике (в последней зимуют).

## Описание
Певчая птица, длина тела которой составляет около 12 см. Половозрелые самцы оливково-зелёного цвета сверху и белые снизу со слабо-жёлтыми боками. Корона и верхняя половина головы чёрные с частичным белым глазным кольцом. Радужная оболочка коричневато-красная, а клюв чёрный. Самки тусклее, чем самцы, имеют шиферно-серую корону и нижнюю часть тела, с зеленовато-жёлтым отливом. Самцы первого года жизни часто (но не всегда) имеют более интенсивный серый цвет на шапочке, как у взрослых самок.

## Биология
Самка обычно откладывает 3 или 4 яйца. За один сезон размножения пара может произвести и более одной кладки.

## Консервация
МСОП присвоил виду охранный статус VU. Ранее, с 1987 года, был присвоен охранный статус EN, однако он был пересмотрен по итогам успешных мер по сохранению этих птиц, предпринятых на двух военных базах Армии США (Форт-Худ и Форт-Силл).